# Ken Sears
Kenneth Robert Sears (ur. 17 sierpnia 1933 w Watsonville, zm. 23 kwietnia 2017 tamże) – amerykański koszykarz, skrzydłowy, uczestnik meczu gwiazd NBA.

## Osiągnięcia
NCAA
- 2-krotny zawodnik roku konferencji WCC (1953, 1955)[3]

AAU
- Zaliczony do składu AAU All-American (1955)[4]

ABL
- Zaliczony do II składu ABL (1962)[5]

NBA
- Finalista NBA (1964)[6]
- 2-krotny uczestnik meczu gwiazd NBA (1958, 1959)[2]
- 2-krotny lider NBA w skuteczności rzutów z gry (1959, 1960)[7]